# سیارک ۱۸۲۳۸
سیارک ۱۸۲۳۸ (به انگلیسی: 18238 Frankshu، نامگذاری:1241T-2) هجده هزار و دویست و سی و هشتمین سیارک کشف شده‌است که در ۲۹ سپتامبر ۱۹۷۳ کشف شد.
قدر مطلق سیارک برابر ۱۷.۸ است.